# Волфганг Бомер
Волфганг Бомер (роден на 27 януари 1936 г. – † 28 юни 2025 г.) е германски политик, министър-председател на провинция Саксония-Анхалт в Германия от 16 май 2002 г. до 11 април 2011 г., представител на Християндемократическия съюз.